# Heilstätte Maria Grünewald
Die Heilstätte Maria Grünewald ist eine ehemalige Lungenheilanstalt der Caritas in Wittlich (Rheinland-Pfalz). 
Report Mainz berichtete im August 2020, dass dort 1959 und 1960 Wirkungen des Schlaf- und Beruhigungsmittels Contergan an 302 tuberkulosekranken Kindern im Alter von zwei bis 14 Jahren getestet wurden.
Contergan sollte die „Ruhigstellung des Patienten“ während der Liegekur unterstützen, die damals noch als zentraler Bestandteil der Tuberkulosebehandlung galt. Contergan wurde den Kindern aber auch bei Heimweh und zur Einhaltung der Nachtruhe verabreicht. Die Ergebnisse der Studie wurden Ende 1960 in der Zeitschrift Die medizinische Welt veröffentlicht.
Im November 2021 veröffentlichte die St. Raphael Caritas Alten- und Behindertenhilfe eine Dokumentation zur Aufarbeitung dieser Experimente.
Die Dokumentation enthält auch eine Stellungnahme des Medizinhistorikers Dr. David Freis (Universität Augsburg).
1972 wurde das Bildungs- und Pflegeheim Maria Grünewald für behinderte Kinder und Jugendliche eröffnet.